# بولين فيسك
بولين فيسك (بالإنجليزية: Pauline Fisk)‏ هي كاتبة للأطفال وكاتِبة بريطانية، ولدت في 27 سبتمبر 1948 في ويمبلدون في المملكة المتحدة، وتوفيت في 25 يناير 2015 في شروزبري في المملكة المتحدة.

## وصلات خارجية
- الموقع الرسمي